# Luftangriffe auf Rees

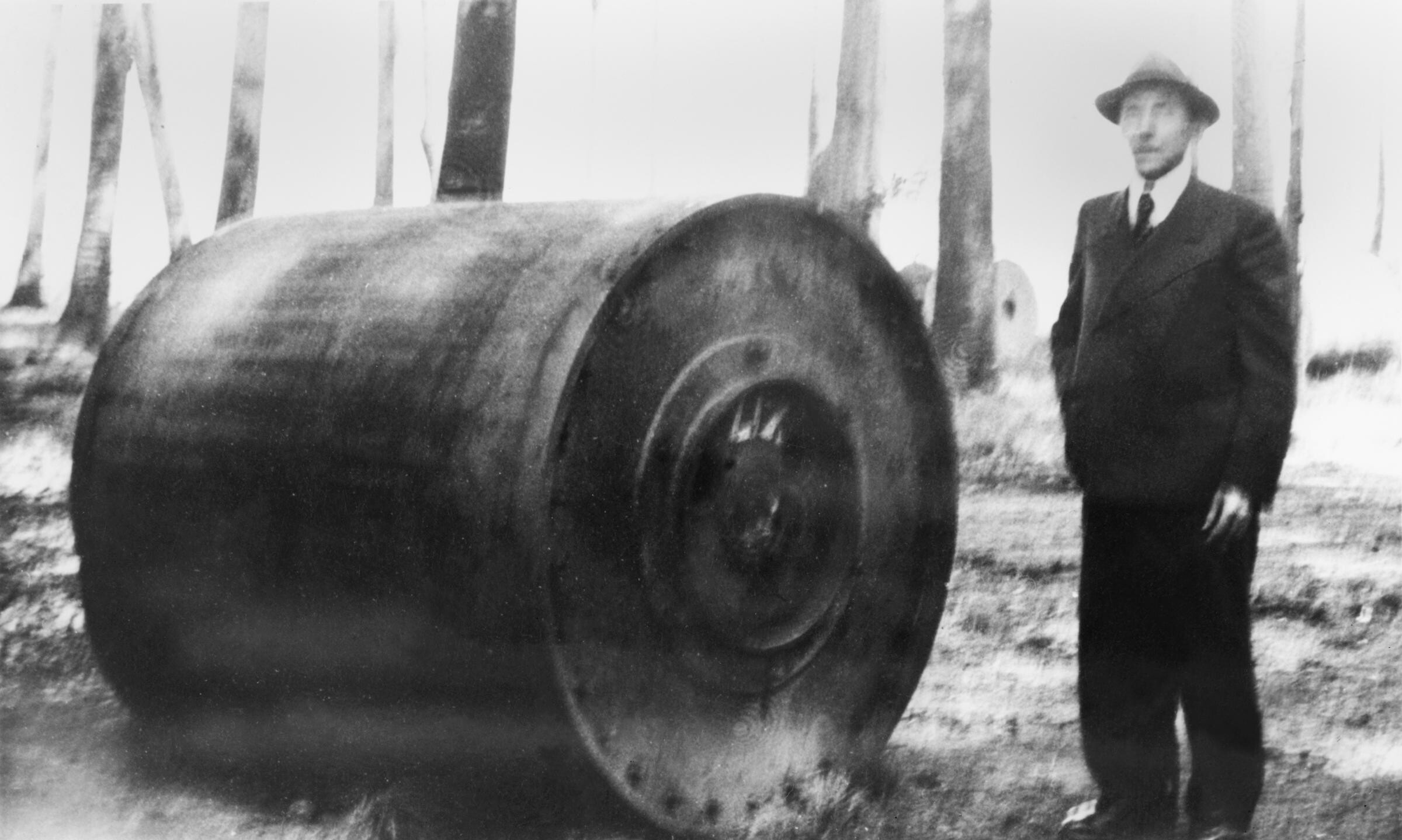
Britischer Blindgänger bei Rees (1943)

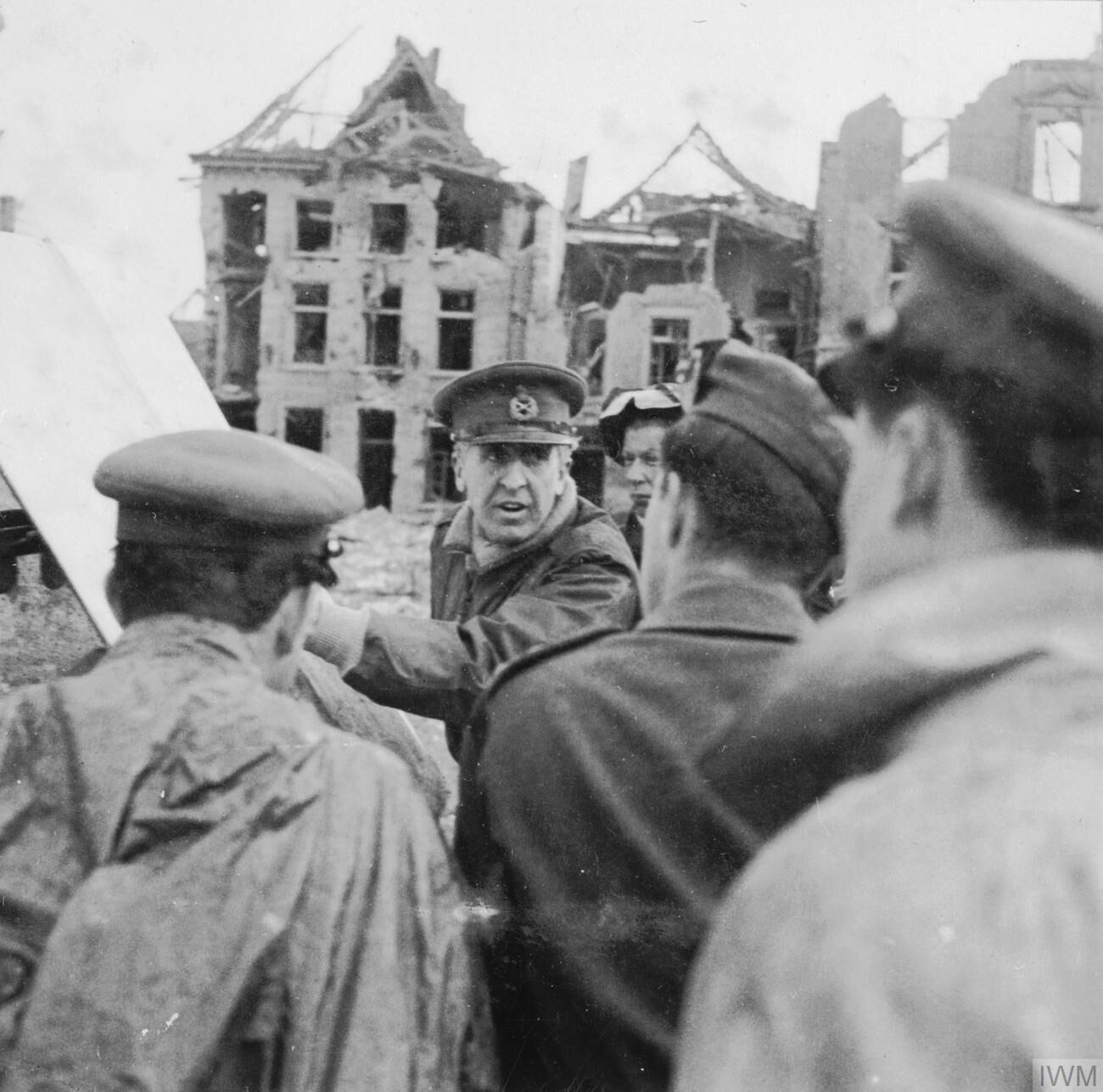
Generalleutnant Brian Horrocks, Chef des britischen XXX. Corps, am 26. März 1945 mit seinen Feldkommandanten auf dem zerstörten Marktplatz in Rees

Die Luftangriffe auf Rees waren Teil der Luftangriffe der Alliierten im Zweiten Weltkrieg. Die Stadt Rees am Niederrhein wurde mehrfach aus der Luft angegriffen. Die erste Bombe auf Rees fiel am 10. Mai 1940 und ging am Fährkopf nieder. Am 20. Juli 1944 trafen Bomben eine Metzgerei sowie die Güterabfertigung der Kleinbahn. Dabei starben sechs Menschen. Bei einem Angriff am 11. September 1944 starben erneut sechs Menschen, ebenso, wie bei einem weiteren Luftangriff am 23. November 1944. Am Abend des 23. Oktobers 1944 fielen Bomben am Rand des (alten) Stadtkerns, in der Gegend der Güterabfertigung, des Stadtgartens sowie der Gärtnerei Bust. Eine Frau starb bei diesem Angriff. Neun Menschen verloren bei einem nächtlichen Angriff am 11. Dezember 1944 ihr Leben, als das Altersheim des Krankenhauses getroffen wurde.

## Geschichte
Im Februar 1945 war die Reeser Bevölkerung bereits gewarnt. Täglich gab es Fliegeralarm, und man suchte Schutz in Kellern und Bunkern, da Flugzeugverbände die Stadt überquerten. Mehrere Luftangriffe auf andere niederrheinische Städte waren geschehen, so dass es nur noch eine Frage der Zeit war, bis Rees ebenfalls bombardiert wird. Viele Menschen hatten die Stadt bereits verlassen und außerhalb in der Umgebung der Stadt Schutz gesucht. Man schätzt, dass von den 4.900 Einwohnern der Stadt nur etwa 1.600 Menschen nachts in der Stadt blieben. Am 14. Februar 1945 kam es zu einem erneuten Angriff, bei dem neun Menschen getötet wurden.
Zwei Tage danach, am Freitag, dem 16. Februar 1945, wurde Rees um 12:00 Uhr von der britischen Royal Air Force (RAF) so massiv bombardiert, dass 76 % des Stadtgebietes zerstört wurden und 32 Menschen starben. Dieser Tag wird als der „schwärzeste Tag“ in der fast 800-jährigen Reeser Geschichte angesehen.
Dem Zweiten Weltkrieg fielen 465 Tote und 85 Vermisste aus Rees zum Opfer.

## Alliierte Bombenangriffe am Niederrhein (Februar 1945)
- 01.02.: Mönchengladbach, Wesel[6][7]
- 02.02.: Kevelaer, Kleve
- 03.02.:
- 04.02.:
- 05.02.:
- 06.02.:
- 07./08.02.: Goch, Weeze, Kleve, Altkalkar, Uedem, Qualburg, Keppeln, Louisendorf, Kervendonk
- 08./09.02.: Krefeld
- 09.02.: Kevelaer, Sevelen, Xanten
- 10.02.: Xanten, Kevelaer, Wesel
- 11.02.: Kevelaer
- 12.02.:
- 13.02.: Wesel, Geldern, Issum, Rees[8]
- (13./14.02.: Bombardement auf Dresden)
- 14.02. (Aschermittwoch): Geldern, Wetten, Kervendonk, Kevelaer, Rees[9]
- 15.02.: Kevelaer, Uedemerbruch
- 16.02.: Rees, Wesel, Winnekendonk
- 17.02.: Winnekendonk, Uedem
- 20.02.: Winnekendonk
- 21.02.: Kalkar, Geldern, Hamb
- 24.02.: Winnekendonk, Geldern, Rees
- 27.02.: Winnekendonk, Sonsbeck
- 28.02.: Winnekendonk, Wemb
- 23.03.: Die Alliierten überqueren den Rhein bei Rees, Xanten/Bislich und Wesel (Operation Plunder)[10]
- 25.03.: 12:00 Uhr, Befreiung des Zwangsarbeiterlagers in Rees-Groin

## Bedeutung als Angriffsziel
Die Angriffe auf Rees dienten der Vorbereitung der Alliierten auf die Rheinüberquerung am Niederrhein (Operation Plunder), die am 23. März 1945 in Wesel, Xanten und Rees stattfand. Zwei Tage später, am 25. März 1945 (Palmsonntag) um 12:00 Uhr, wurde das Zwangsarbeiterlager Rees-Groin befreit und die noch anwesenden deutschen Soldaten gefangen genommen.

## Augenzeugenbericht zum Angriff am 13. Februar 1945
„... und so sind wir am Dienstag, den 13. Februar zu Bleckmanns (nach Heeren-Herken) gezogen. Beim Ausladen abends, da hörte man es schon, da fielen die ersten Bomben auf Rees. Ausgerechnet der Luftschutzkeller im Hause Eyting (Kapitelstaße), in dem wir seit Herbst 1944 immer übernachtet hatten, wurde voll getroffen und alle Leute darin waren tot.“

## Der Luftangriff vom 16. Februar 1945
Bei dem Luftangriff auf Rees am Freitag, den 16. Februar 1945 gegen kurz nach 12:00 Uhr starben 32 Menschen. Die Häuser der Stadt wurden zu 76 % zerstört.
In der Bevölkerung herrschte seit Tagen eine gespannte Unruhe. Man wusste, dass ein Angriff auf die Stadt bevorstand. Man wusste auch, dass auf der anderen Rheinseite britische und amerikanische Truppen kämpften und sich darauf vorbereiteten, den Rhein zu überqueren. Augenzeugen sahen gegen Mittag bei Rheinkilometer 838 linksrheinisch ein Bombergeschwader mit Jagdschutz parallel zum Rhein Richtung Osten fliegen. Da täglich Bomberverbände der Alliierten die Stadt überquerten, vermutete man nicht, dass gerade dieser Verband die Stadt angreifen würde. Das Geschwader überquerte den Rhein, drehte um und kam aus Richtung Aspel und Groin die Reichsstraße 8 (heute B 8) auf das Reeser Stadtzentrum zu.
Etwa zehn Minuten vor dem Angriff hatte man am Rathaus mit der Handsirene – es gab im Februar 1945 keinen Strom mehr in der Stadt – Fliegeralarm gegeben. Die Menschen flüchteten in die nächstgelegenen Keller. Spreng- und Brandbomben explodierten in der Dellstraße, der Kapitelstraße, der Rünkelstraße, am Westring, auf dem Kirchplatz. Es war kaum möglich zu löschen, da zu viele Häuser brannten und die Reeser Feuerwehr an dem Tag in Oberhausen eingesetzt war und, auch aufgrund der Bombardierung Wesels, erst abends in Rees eintraf. Die Bevölkerung floh nach diesem Angriff aus der Stadt in die schon übervölkerten Orte der Umgebung.
Bei dem Angriff auf die Stadt wurden das Rathaus, die evangelische und die katholische Kirche sowie die beiden letzten Stadttore, das Rhein- und Krantor, vernichtet. Das Krankenhaus konnte gerettet werden. Am späten Nachmittag wurden die Kranken und Verwundeten in einem langen Zug in ihren fahrbaren Betten über die Reichsstraße 8 in das Kloster Aspel gebracht.

## Erinnerung an die NS-Zeit und den Zweiten Weltkrieg
Zur Erinnerung an die Opfer des Nationalsozialismus und des Zweiten Weltkrieges gibt es im öffentlichen Raum in Rees verschiedene Erinnerungsstätten:
- Im Reeser Stadtgarten steht ein Mahnmal, das an die Bombardierung am 16. Februar 1945 erinnert. Steinbrocken aus Basalt stellen die zerbombten Kirchtürme von St. Mariä Himmelfahrt stellvertretend in den Mittelpunkt.
- Am Busbahnhof erinnert ein Mahnmal an die aus Rees kommenden jüdischen Mitbürgerinnen und Mitbürger, die Opfer der nationalsozialistischen Herrschaft geworden sind. Ebenfalls dort wird der ca. 5.000 Zwangsarbeiter gedacht, vor allem Männer aus den Niederlanden, die von Ende 1944 bis März 1945 in der Reeser Umgebung Verteidigungsstellungen bauen mussten.
- Auf 34 Stolpersteinen, verteilt im gesamten Stadtgebiet, erinnert der Kölner Künstler Gunter Demnig an die Opfer der NS-Zeit.
- Am Melatenweg erinnert ein Schaukasten an das Zwangsarbeiterlager Rees-Groin.